# Bakónaki-patak
A Bakónaki-patak a Zala vármegyei Nagybakónak északi térségében ered. Útját zömmel déli irányban folytatva rövid szakaszon érinti a Rockenbauer Pál Dél-dunántúli Kéktúra útvonalát, ezután áthalad a falu központján, majd keresztezi Nagyrécsét is. Nagykanizsa közigazgatási határát elérve a Csónakázó-tó (a helyiek nyelvén: Csótó) fő táplálója lesz. Miután jobbról felveszi a Péterfai-árok vizét, délkeleti irányba tart, és egyúttal árvízvédelmi és lecsapolási okok miatt csatornává alakul. Érinti a miklósfai Mórichelyi-halastavakat, amely a Natura 2000 különleges madárvédelmi területe. Több kisebb ér mellett balról a bővizűbb Szaplányosi-határárok és a Csalános-patak vizeivel gyarapodik. Belezna és Fityeház közigazgatási határának közelében keletről éri el a Principális-csatornát, de közvetlen ezelőtt balról még a Bezsentói-árok is csatlakozik hozzá.
Vízhozama nagy ingadozást mutathat, időnként kilép a medréből.
Valaha több vízimalom is működött rajta.

## Mellékvízfolyások
- Péterfai-árok
- Szaplányosi-határárok
- Csalános-patak
- Bezsentói-árok

## Part menti települések
- Nagybakónak
- Nagyrécse
- Nagykanizsa